# 霍洛拉

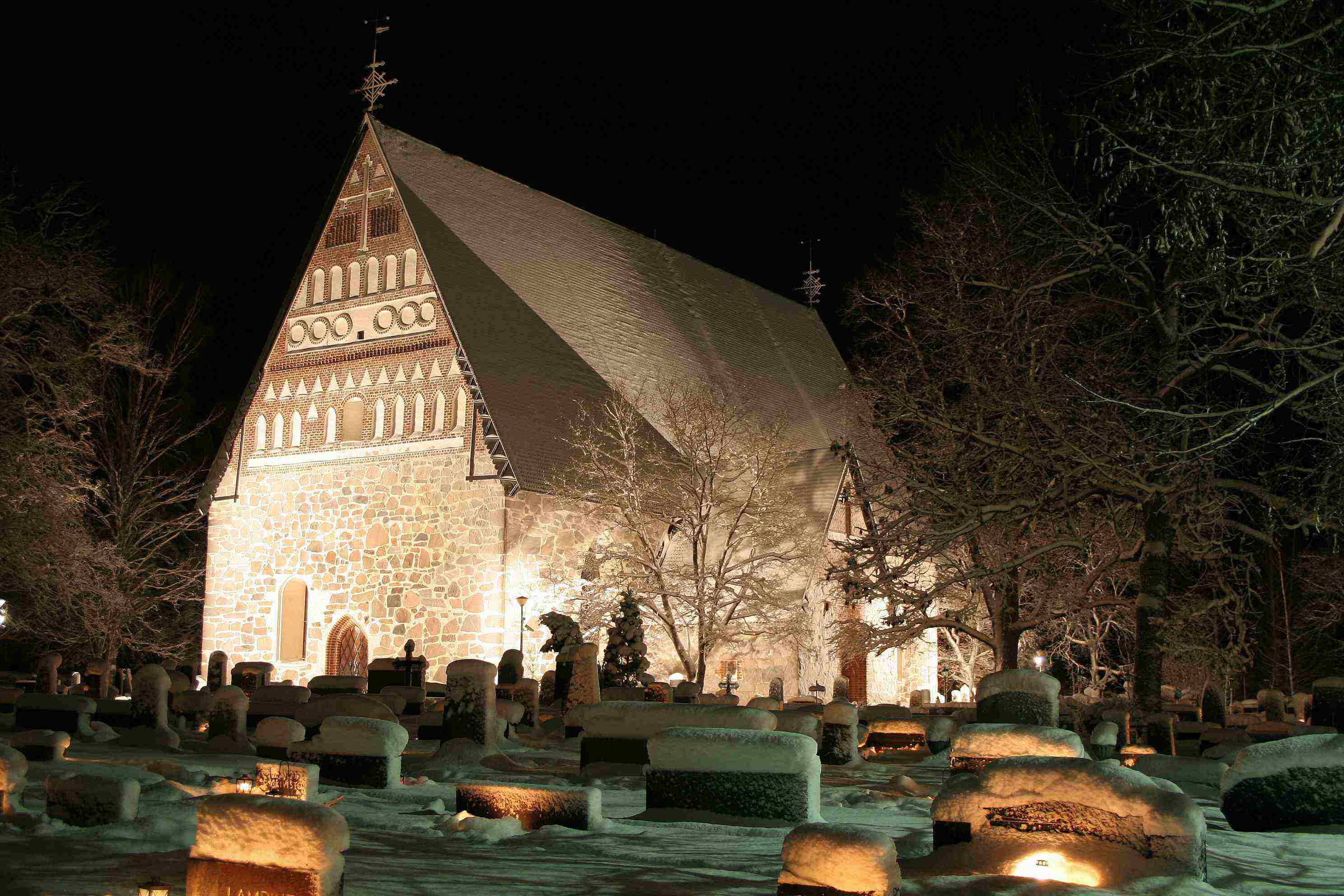
霍洛拉教堂

霍洛拉（芬蘭語：Hollola）是芬蘭派耶特海梅区的市鎮，位於該國南部，始建於1865年，面積532平方公里，鎮上有全國最高的電視塔，2013年人口22,080，人口密度為每平方公里47.67人。

## 友好城市
- 瑞典 阿尔博加市镇[1]
- 挪威 北角市镇
- 丹麦 埃伯尔措夫特（英语：Ebeltoft）

## 外部連結
- 官方网站  （文） （英文）